# جبهة الرفض
جبهة الرفض، واسمها الكامل جبهة القوى الفلسطينية الرافضة للحلول الاستسلامية، هي تكتل تشكل سنة 1974 من قبل الحركات الفلسطينية المعارضة لـقرارات دورة المجلس الوطني الفلسطيني الثانية عشر التي أقرت بإقامة الدولة الفلسطينية على أي جزء من فلسطين وذلك كجزء من برنامج النقاط العشر. جمدت فصائل الجبهة مشاركتها في نشاط منظمة التحرير الفلسطينية. تزعمت الجبهة الشعبية لتحرير فلسطين جبهة الرفض، التي تلقت دعماً من العراق وليبيا، وانتخب أحمد اليماني (أبو ماهر) كأمين سر لها. لعبت فصائل الجبهة دورا مهما في بداية الحرب الأهلية اللبنانية وكانت متحمسة إلى التحالف مع الحركة الوطنية اللبنانية. أدى التقارب العراقي السوري واتفاقية كامب ديفيد إلى المصالحة مع ياسر عرفات، ومشاركة الجبهة في دورة المجلس الوطني الفلسطيني الرابعة عشرة التي أقيمت في دمشق في ديسمبر 1979.
شكل تشكيل جبهة الرفض مفصلا مهما في تاريخ منظمة التحرير الفلسطينية إذ أفرزت الفصائل الفلسطينية لأول مرة على أساس الموقف من إسرائيل وقسمتهم إلى فريقين. كما ظهر جليا تأثير بعض الدول العربية على بعض الفصائل. شكلت الجبهة أيضا بوادر مقدمة للصراع الدموي التي ستشهدها الثمانينات بين المناوئين لياسر عرفات والموالين له على خلفية النزاع مع سوريا.

## فصائل الجبهة
- الجبهة الشعبية لتحرير فلسطين.
- الجبهة الشعبية لتحرير فلسطين - القيادة العامة
- جبهة التحرير العربية
- جبهة النضال الشعبي الفلسطيني
- منظمة الصاعقة

منظمة الصاعقة لم تكن ضمن فصائل جبهة الرفض الفلسطينية..... حيث أنها تنظيم تابع سياسيا وفكريا للحكومة والسياسة السورية.